# Laatste uitweg: Termush
Laatste uitweg: Termush (Deens: Termush, Atlanterhavkysten) is een sciencefictionroman uit 1967 van de Deense schrijver Sven Holm (1940-2019)). Het boek werd in het Nederlands vertaald door Nini van der Beek en in 1969 uitgegeven door A.W. Bruna in de Zwarte Beertjes-reeks onder nummer 1296 met een hoes ontworpen door Dick Bruna. In 1979 volgde een herdruk in het dikste boek (411 blz.) van de reeks Bruna SF, in één band met twee ook al eerder verschenen romans van andere auteurs.

## Synopsis
Termush is een overlevingscomplex gevestigd aan de Atlantische Oceaan. Tijdens de oorlog en de nasleep daarvan verbleven de mensen in schuilkelders onder de grond (de ´holen´). Echter op het moment dat het stralingsniveau het toeliet, konden zij gebruik maken van de hotelvoorzieningen. Ze moeten daarbij zodra de fall-out verhevigt bij bijvoorbeeld regen en wind of een (onopzettelijke) contaminatie, de holen weer in. Het hotel is van alle gemakken en voldoende levensmiddelen voorzien, en heeft een eigen stroomgenerator, een medische- en een bewakingsdienst, en zelfs een luxejacht voor boottochtjes op zee. De holen zijn uiteraard een stuk soberder maar stellen de bewoners in staat hogere stralingsniveaus te overleven. Rijke mensen die van tevoren geboekt hebben en hier fors voor hebben betaald, kunnen op deze manier in relatief comfort een atoomoorlog overleven. 
Ondanks de luxe voelen de bewoners zich opgesloten. Ze mogen kort de tuin in maar mogen niets aanraken, vooral niet de vogellijkjes die ze vinden. Twaalf gasten moeten worden tijdelijk geïsoleerd in de holen omdat hun urine verhoogd radioactief was; dit was ten gevolge van onopzettelijke radioactieve contaminatie van een fruitmand. Dit veroorzaakt verwijdering tussen de twaalf en de overige gasten. Een man blijkt maagkanker te hebben en wordt hier unaniem om veroordeeld (immers gasten moesten gezond zijn om te worden geselecteerd, hij had dus gefraudeerd met de toelatingsformulieren en had een kostbare plaats ingenomen terwijl hij wist dat hij toch zou sterven). Een andere man draait door, drinkt een aantal flessen wijn leeg, en gaat vervolgens met een bevroren karkas uit de koelcel rondzeulen. Het beleid van de directie wordt door de gasten bekritiseerd, vooral betreffende het al dan niet toelaten van vluchtelingen van buiten.
Eenmaal naar buiten kijkend lijkt de wereld niet noemenswaardig veranderd. Daarom trekt een verkenningsteam in antistralingspakken de wereld in om te kijken hoe het ermee staat. De toestand blijkt vreselijk en na enkele dagen verdwijnt het team. Bovendien lokt dit een reactie uit. Mensen die de atoomoorlog buiten het complex hebben overleefd, weten het complex te vinden en proberen onderdak, voedsel en medische hulp te vinden. Aanvankelijk worden deze mensen welwillend ontvangen, maar al snel worden het er steeds meer. Dat is niet naar de zin van de bewoners, die grote sommen geld hebben betaald om te kunnen overleven. Bovendien is de voedsel- en medicijnenvoorraad niet op zo'n grote groep berekend. Men probeert de komende mensenmassa in te dammen door vluchtelingen met geweld te beletten het terrein te betreden. Dat blijkt een onmogelijke zaak en de massa wordt steeds groter en gaat ook vuurwapens gebruiken. Een van de dokters besluit achter te blijven omdat hij het als zijn plicht ziet de vluchtelingen te helpen, maar de directie, staf en hotelgasten kennen nog maar één uitweg: met het jacht de zee op.